# 羅特河 (基姆湖)
47°50′28″N 12°26′44″E / 47.84107°N 12.44562°E

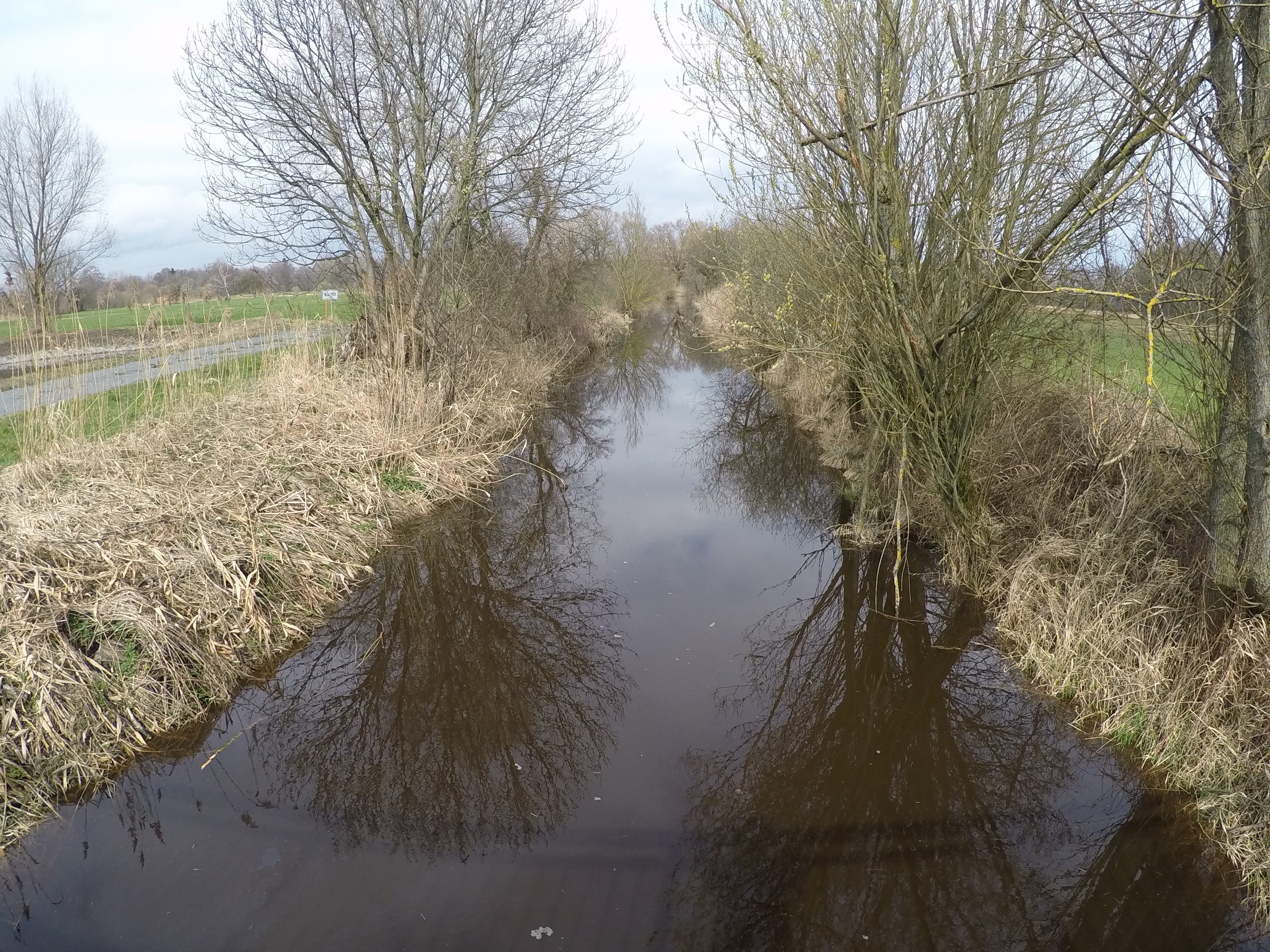

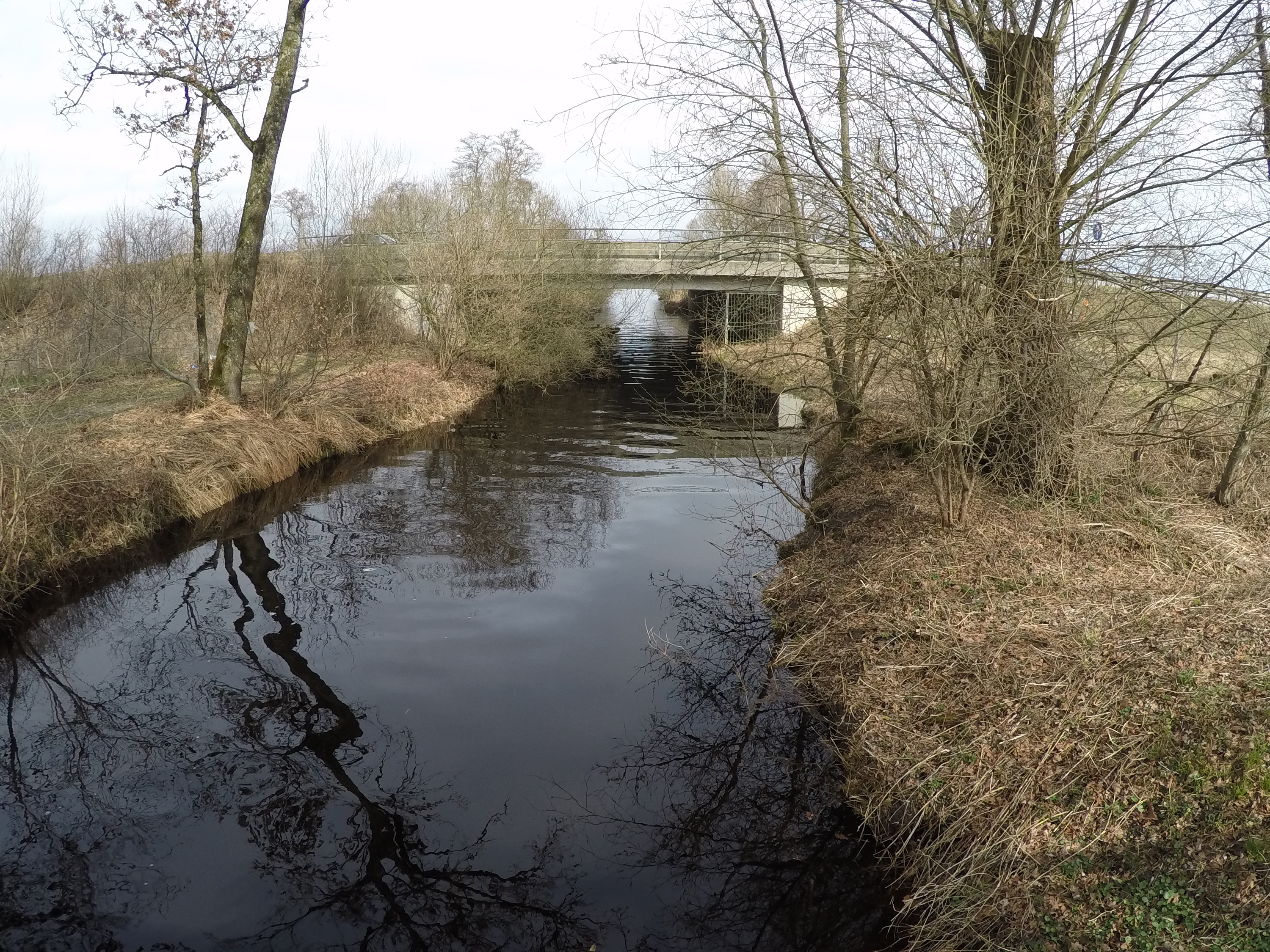

羅特河是德國的河流，位於該國東南部，由巴伐利亞負責管轄，屬於阿爾茨河的支流，河道全長6.1公里，流域面積71.8平方公里，河口處在基姆湖。